# Soloneț, Suceava
Soloneț (germană Solonetz) este un sat în comuna Todirești din județul Suceava, Bucovina, România.

## Obiective turistice
- Biserica de lemn din Soloneț - monument istoric construit în secolul al XVIII-lea

## Recensământul din 1930
Componența etnică a satului Soloneț
     Români (97,3%)
     Evrei (2,55%)
     Altă etnie (0,15%)
Componența confesională a satului Soloneț
     Ortodocși (96,35%)
     Mozaici (2,55%)
     Altă religie (1,1%)
Conform recensământului efectuat în 1930, populația satului Soloneț se ridica la 1273 locuitori. Majoritatea locuitorilor erau români (97,3%), cu o minoritate de evrei (2,55%). Alte persoane s-au declarat: germani (3 persoane). Din punct de vedere confesional, majoritatea locuitorilor erau ortodocși (96,35%), dar existau și mozaici (2,55%). Alte persoane au declarat: baptiști (1 persoană), romano-catolici (2 persoane), fără religie (12 persoane).